# Brachypanorpa oregonensis
Brachypanorpa oregonensis är en näbbsländeart som först beskrevs av Maclachlan 1881.  Brachypanorpa oregonensis ingår i släktet Brachypanorpa och familjen Panorpodidae. Inga underarter finns listade i Catalogue of Life.